# Genfer Rahmenabkommen
Das Genfer Rahmenabkommen vom 21. Oktober 1994 war ein Versuch, den Atomkonflikt zwischen Nordkorea und den USA mittels eines bilateralen Vertrages zu regulieren. Das kommunistische Nordkorea hatte 1993 trotz gegenteiliger Erklärungen mit der Wiederaufarbeitung von Kernbrennstäben begonnen, um sich offensichtlich so in den Besitz von spaltbarem Material für Atomwaffen zu bringen. Parallel kündigte Nordkorea an, aus dem Atomwaffensperrvertrag austreten zu wollen, was in Japan, Südkorea und den USA zusätzliche Ängste weckte.

## Hintergrund
Schon seit den 1950er Jahren existierte in Nordkorea ein Atomprogramm, das seinerzeit mit dem Ziel, sozialistische Staaten im Fernen Osten ökonomisch zu modernisieren, intensiv von der UdSSR unterstützt wurde. Erst 1985 band die Sowjetunion die Lieferung eines Atomreaktors an die nordkoreanische Unterschrift unter den Atomwaffensperrvertrag (NVV), was die militärische Rüstung Nordkoreas unter internationale Beobachtung stellen sollte. Das mit sowjetischer Unterstützung ausgebaute nordkoreanische Atom-Programm basierte auf der so genannten Gas-Graphit-Reaktortechnologie, die als äußerst ergiebiger Plutonium-Produzent – und damit als ideal zum Bau von Atomwaffen – beschrieben wird. Zwar wurden die nordkoreanischen Atomaspirationen bis Mitte der 1980er Jahre von der Weltöffentlichkeit misstrauisch beobachtet, allerdings traute niemand dem nordostasiatischen Land zu, bald in Besitz von Know-how, Technik und Rohstoffen zu kommen, um wirklich Atomwaffen bauen und einsetzbar machen zu können. Der Beitritt Nordkoreas zum NVV, 1985, schien den weitgehend zivilen Charakter des Programms jedoch wieder zu betonen.

## Die Verhandlungen
1993, nach einer formalen Aufforderung der IAEO, zwei undeklarierte Nuklearanlagen auf einem Gelände in Nyŏngbyŏn, 100 Kilometer nördlich von Pjöngjang, für Inspektionen zu öffnen, eskalierte die Krise zwischen IAEO und Nordkorea. Am 12. März 1993 gab die staatliche Nachrichtenagentur Koreanische Zentrale Nachrichtenagentur bekannt, dass Nordkorea seine Mitgliedschaft im NVV aufkündigen würde. Südkorea, Japan und das politische Amerika reagierten geschockt. Erste Gespräche zwischen US-Unterhändler Robert Galluci und dem nordkoreanischen Staatssekretär Kang Sok-ju bei den Vereinten Nationen resultierten in einer gemeinsamen Absichtserklärung („joint statement“), in welcher der gemeinsame Wille zu einer politischen Lösung des Problems formuliert wurde. Eine besondere Bedeutung kam in den darauf folgenden Verhandlungen in Genf dem Vorschlag Nordkoreas zu, dass das Land die Lieferung plutoniumarmer Leichtwasserreaktoren (LWR) im Austausch für die alten Gas-Graphit-Reaktoren akzeptieren würde. Hintergrund dieses Angebots war die Argumentation Nordkoreas, das Atomprogramm diene nur ziviler Energieversorgung und die herrschende Energieknappheit würde es Nordkorea unmöglich machen, auf seine Reaktoren zu verzichten. Die Lieferung von LWR bot gleichzeitig den Vorteil, dass die Plutonium-Extraktion, die zum Bau von Atomwaffen nötig ist, mit diesen Reaktoren wesentlich kostspieliger und ineffizienter gewesen wäre. Zugleich hätte Nordkorea die Hilfe ausländischer Mächte in Anspruch nehmen müssen, weil dem Land die entsprechende Technologien fehlten.
Dieser Option wurde von den USA zu diesem Zeitpunkt nicht zugestimmt. Vor einer Rückkehr zum Verhandlungstisch ließ Nordkorea daher die Krise nochmals so sehr eskalieren, dass die Clinton-Regierung sogar kurzfristig Militärschläge erwog: Im Mai 1994 machte Nordkorea Anstalten, 8000 Kernbrennstäbe aus einem Reaktor in Nyŏngbyŏn wiederaufzubereiten, und sich damit in die Lage zu versetzen, waffenfähiges Material zu gewinnen. Der UN-Sicherheitsrat konnte sich nicht auf eine Verurteilung dieser unilateralen Maßnahme einigen, Sanktionen wurden wegen der Ablehnung Chinas und Japans nicht verhängt. Final führte der überraschende Besuch des ehemaligen US-Präsidenten Carter in Pjöngjang zum Durchbruch, als der „große Führer“ Kim Il-sung nicht nur die Rückkehr zum Verhandlungstisch ankündigte, sondern auch den ersten nord-südkoreanischen Gipfel überhaupt in Aussicht stellte.

## Das Genfer Rahmenabkommen
Die dritte bilaterale Gesprächsrunde, die am 8. Juli 1994 in Genf begann, startete mit einem unerwarteten Rückschlag. Einen Tag nach Beginn der Gespräche starb der nordkoreanische Staatspräsident Kim Il-sung an einem Herzinfarkt. Nach einer mehrtägigen Trauerperiode endete die Gesprächsrunde final am 13. August 1994 mit der langerwarteten Grobskizze eines Abkommens zwischen den USA und Nordkorea. Die diplomatische Intervention Südkoreas, das in dem Verhandlungsprozess nicht mehr länger außen vor stehen wollte, öffnete am 23. September 1994 die Tür für ein multilaterales Paket, das Nordkorea angeboten werden sollte. Am 17. Oktober 1994 unterzeichneten die Delegationen das Genfer-Rahmenabkommen. Grundlage des Abkommens war das Angebot Nordkoreas, seine Arbeiten an zwei Gas-Graphit-Reaktoren einzustellen und die Wiederaufarbeitung von Kernbrennstäben zu unterlassen, wenn die USA im Gegenzug die Lieferung von Leichtwasserreaktoren garantierten und in der Bauzeit Öllieferungen zur Energieversorgung Nordkoreas bereitgestellt würden. Darüber hinaus würde Nordkorea Mitglied des NVV bleiben und IAEO-Inspektionen zustimmen. Zusätzlich einigten sich beide Seiten darauf, diplomatische Verbindungsbüros in der jeweils anderen Hauptstadt zu eröffnen, was final den Weg zu voller diplomatischer Anerkennung ebnen sollte. Der Abbau von Sanktionen, die Gewährleistung negativer Sicherheitsgarantien durch die USA und das Engagement in einem nord-südkoreanischen Sicherheitsdialog rundete die ideelle Anreizkomponente des Genfer-Rahmenabkommens ab.

## Die Implementierung
Zur Implementierung des Reaktortransfers und der vereinbarten Schweröllieferungen wurde im Frühjahr 1995 von den USA, Südkorea und Japan die Korean Energy Development Organization (KEDO), gegründet. Diese Organisation war damit betraut, die vereinbarten Reaktor- und Öl-Transferleistungen in einem stufenweisen Umsetzungsszenario unter Einschluss der IAEO und der bilateralen politischen Abkommenskomponenten zu implementieren.
Doch dauerhafte Konflikte und Implementierungsprobleme erschwerten die Umsetzung der Regeln des Genfer-Rahmenabkommens nachhaltig. So kam es nie zum Bau der vereinbarten Leichtwasserreaktoren (im Kernkraftwerk Kŭmho). Als zudem am 31. August 1998 eine nordkoreanische Taepodong-Rakete in die Japanische See geschossen wurde und Gerüchte um eine unterirdische Atomanlage in Nordkorea aufkamen, mehrten sich Revisionsforderungen an das Abkommen. Der Versuch einer Abkommensrevision wurde ab 1999 in Form des Perry-Reports in Angriff genommen. Nach einer zunächst hoffnungsvoll stimmenden Reformulierung der gemeinsamen Politiken in der späten Clinton-Ära folgten schwere politische Krisen infolge des Amtswechsels im Weißen Haus, 2001 (Nuclear Posture Review, Präventivkriegsdoktrin, „Achse des Bösen“). 2002 warf die amerikanische Regierung Nordkorea vor, sich über eine Zusammenarbeit mit Pakistan die Atombombe beschaffen zu wollen, und stellte die im Rahmenabkommen vereinbarten Schweröllieferungen ein. Am 10. Januar 2003 erklärte Nordkorea daraufhin seinen Austritt aus dem Atomwaffensperrvertrag, der drei Monate später wirksam wurde. Als erstes und einziges Land trat es aus dem Atomwaffensperrvertrag aus.